# Зе Карлос
Жозе Карлос де Алмеида (порт. José Carlos de Almeida; 14. новембар 1967 — 25. октобар 2024), познатији као Зе Карлос, био је бразилски фудбалер који је играо у одбрани.
Каријеру је започео 1990. године, а играо је за Сао Хозе, Насионал, Сао Каетано, Португезу, Унијао Сао Жоао, Сао Паоло, Хувентиде, Матонесе, Понте Прету, Гремио и Жоинвил.
Последњи клуб за који је играо била је Португеза до маја 2005. године. Уврштен је у репрезентацију Бразила за Светско првенство у фудбалу 1998. упркос томе што никада није играо ни минут за сениорску селекцију, заменивши Флавија Консеисаа. Своју једину утакмицу за државни тим одиграо је у полуфиналу Светског првенства 1998. против Холандије пошто је Кафу суспендован.
Зе Карлос је преминуо 25. октобра 2024. у граду Озаску, у 56. години.